# モワルー・オ・ショコラ

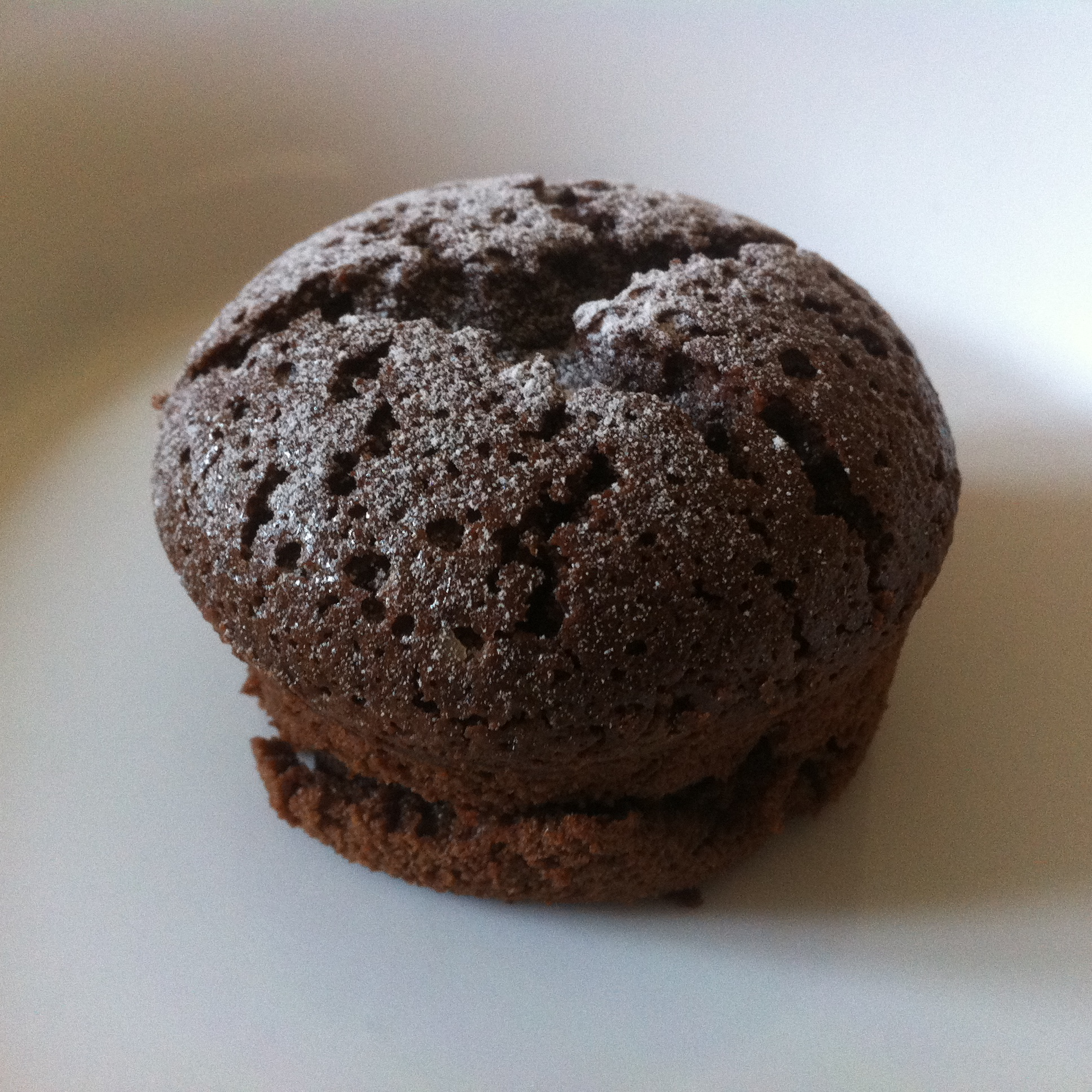
モワルー・オ・ショコラの例

モワルー・オ・ショコラ（フランス語: moelleux au chocolat）は、フランスのチョコレートケーキの一種。日本ではモワルーショコラとも呼ばれる。
「モワルー」は「やわらかいもの」の意。
小麦粉、バター、鶏卵、溶かしたチョコレートを混ぜて焼くだけという簡単な菓子で、家庭でもよくつくられるが、フォンダン・オ・ショコラ、ガトー・オ・ショコラ、モワルー・オ・ショコラの3つは使用する材料は同じで、調理法も同じであり、レシピによって呼び名が変わるため、区別することは困難である。
フォンダン・オ・ショコラよりも柔らかいものと言われることもあるが、フォンダン・オ・ショコラとの境界は明確ではない。逆にガトー・オ・ショコラに近いフォンダン・オ・ショコラをモワルー・オ・ショコラと呼ぶ傾向もある。この他にも、テリーヌ型で焼き、カットしても流れ出すことはなく、口の中に入れたときに溶けだすのが本物のフォンダン・オ・ショコラとする意見もある。この場合、口内で溶けださないのがガトー・オ・ショコラで、カットして流れ出すのがモワルー・オ・ショコラとなる。
この混同は、有名シェフがテレビでモワルー・オ・ショコラをフォンダン・オ・ショコラと紹介してしまい、それが爆発的に広まったのが所以とされる。